# プリンストン大学美術館
プリンストン大学美術館（Princeton University Art Museum）は、ニュージャージー州プリンストンにある美術館である。

## 沿革
プリンストン大学美術館はプリンストン大学付属のギャラリーで、1882年に創設された。現在はアンティークからコンテンポラリー・アートまで72,000点以上を所蔵している。 

## コレクション
陶器、大理石、ブロンズ、モザイクなど古代ローマ及び古代ギリシャの美術品が充実している。中世ヨーロッパの彫刻、金属細工、ステンドグラス等も所蔵。西洋絵画のコレクションには初期ルネサンスから19世紀の作品まで含まれており、近年はコンテンポラリー・アートのコレクションも行っている。また、1839年から現代までの写真のコレクションは2万点を超えている。
アジア美術ギャラリーには中国の書やブロンズ像、翡翠を使った美術品、陶器のコレクションがある。
また、企画展も行われている。